# Juuso Pykälistö
Juuso Pykälistö (ur. 21 maja 1975 w Padasjoki) – fiński kierowca rajdowy. W swojej karierze zaliczył 25 startów w Mistrzostwach Świata.
W 1996 roku Pykälistö zadebiutował w Rajdowych Mistrzostwach Świata. Pilotowany przez Eska Mertsalmiego i jadący Oplem Astrą GSI 16V nie ukończył wówczas Rajdu Finlandii z powodu awarii skrzyni biegów. W 2000 roku wystąpił w serii Production Car WRC (mistrzostwach zespołów fabrycznych) w Mistrzostwach Świata startując samochodem Mitsubishi Carisma GT Evo 6. W PCWRC dwukrotnie zajął 2. miejsce: w Rajdzie Szwecji i w Rajdzie Finlandii. W 2005 roku w Rajdzie Sardynii zajął 8. miejsce w klasyfikacji generalnej, najwyższe w swojej karierze. Od 1996 do 2005 wystąpił w 25 rajdach, zdobył łącznie 1 punkt.

## Występy w mistrzostwach świata
| Rok  | Rajd                   | Pilot              | Samochód                    | Pozycja                           |
| ---- | ---------------------- | ------------------ | --------------------------- | --------------------------------- |
| 1996 | Rajd Finlandii         | Esko Mertsalmi     | Opel Astra GSI 16V          | nie ukończył                      |
| 1997 | Rajd Finlandii         | Esko Mertsalmi     | Mitsubishi Lancer Evo 4     | nie ukończył                      |
| 1998 | Rajd Szwecji           | Esko Mertsalmi     | Mitsubishi Carisma GT       | nie ukończył                      |
| 1998 | Rajd Finlandii         | Esko Mertsalmi     | Mitsubishi Lancer Evo 4     | nie ukończył                      |
| 1998 | Rajd Wielkiej Brytanii | Esko Mertsalmi     | Mitsubishi Lancer Evo 4     | nie ukończył                      |
| 1999 | Rajd Szwecji           | Esko Mertsalmi     | Mitsubishi Carisma GT       | nie ukończył                      |
| 1999 | Rajd Finlandii         | Esko Mertsalmi     | Mitsubishi Carisma GT       | nie ukończył                      |
| 2000 | Rajd Szwecji           | Esko Mertsalmi     | Mitsubishi Carisma GT Evo 6 | 18. miejsce (2. miejsce w gr. N)  |
| 2000 | Rajd Finlandii         | Esko Mertsalmi     | Mitsubishi Carisma GT Evo 6 | 17. miejsce (2. miejsce w gr. N)  |
| 2001 | Rajd Finlandii         | Esko Mertsalmi     | Toyota Corolla WRC          | nie ukończył                      |
| 2002 | Rajd Szwecji           | Esko Mertsalmi     | Toyota Corolla WRC          | 11. miejsce                       |
| 2002 | Rajd Cypru             | Esko Mertsalmi     | Toyota Corolla WRC          | nie ukończył                      |
| 2002 | Rajd Finlandii         | Esko Mertsalmi     | Peugeot 206 WRC             | nie ukończył                      |
| 2002 | Rajd Nowej Zelandii    | Esko Mertsalmi     | Mitsubishi Lancer Evo 6     | 26. miejsce (12. miejsce w gr. N) |
| 2002 | Rajd Australii         | Esko Mertsalmi     | Mitsubishi Lancer Evo 6     | nie ukończył                      |
| 2002 | Rajd Wielkiej Brytanii | Esko Mertsalmi     | Peugeot 206 WRC             | nie ukończył                      |
| 2003 | Rajd Szwecji           | Esko Mertsalmi     | Peugeot 206 WRC             | 12. miejsce                       |
| 2003 | Rajd Turcji            | Esko Mertsalmi     | Peugeot 206 WRC             | 11. miejsce                       |
| 2003 | Rajd Grecji            | Esko Mertsalmi     | Peugeot 206 WRC             | nie ukończył                      |
| 2003 | Rajd Cypru             | Esko Mertsalmi     | Peugeot 206 WRC             | nie ukończył                      |
| 2003 | Rajd Finlandii         | Esko Mertsalmi     | Peugeot 206 WRC             | 9. miejsce                        |
| 2003 | Rajd Wielkiej Brytanii | Risto Mannisenmäki | Peugeot 206 WRC             | 9. miejsce                        |
| 2004 | Rajd Finlandii         | Mika Ovaskainen    | Citroën Xsara WRC           | nie ukończył                      |
| 2004 | Rajd Sardynii          | Mika Ovaskainen    | Citroën Xsara WRC           | nie ukończył                      |
| 2005 | Rajd Sardynii          | Mika Ovaskainen    | Citroën Xsara WRC           | 8. miejsce                        |